# Paradrina superstes
Paradrina superstes là một loài bướm đêm trong họ Noctuidae.